# نصب ويكيبيديا التذكاري
نصب ويكيبيديا (بالبولندية: Pomnik Wikipedii) يقع في سلوبيش ، بولندا، وهو تمثال صممه النحات الأرمني مهران هاكوبيان تكريماً لمساهمي ويكيبيديا، وهو مصنوع من الراتينج والفيبر وكلّف حوالي 50,000 زلوتي بولندي (حوالي 14,000 دولار) وتم تمويله من قبل السلطات الإقليمية في سلوبيش، وقد تم كشف النقاب عنه في ساحة
فرانكفورت وسط سلوبيش في 22 أكتوبر 2014 وذلك في حفل ضم ممثلين من كل من ويكيميديا المحلية ومؤسسة ويكيميديا.

## وصف
النصب يصور أربع شخصيات رافعين كرة تجسد شعار ويكيبيديا، ويصل طولها إلى أكثر من مترين.

## معرض صور

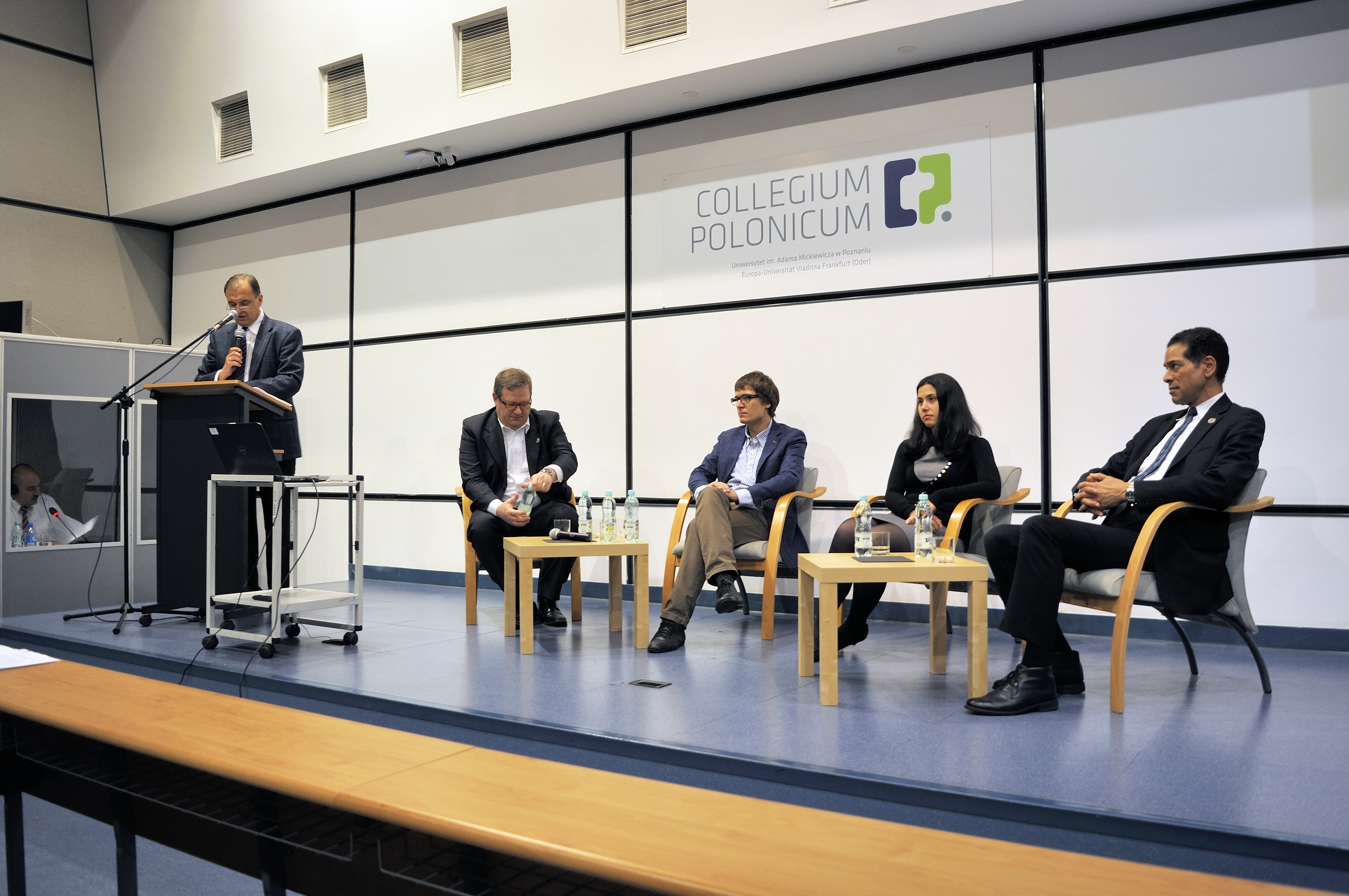
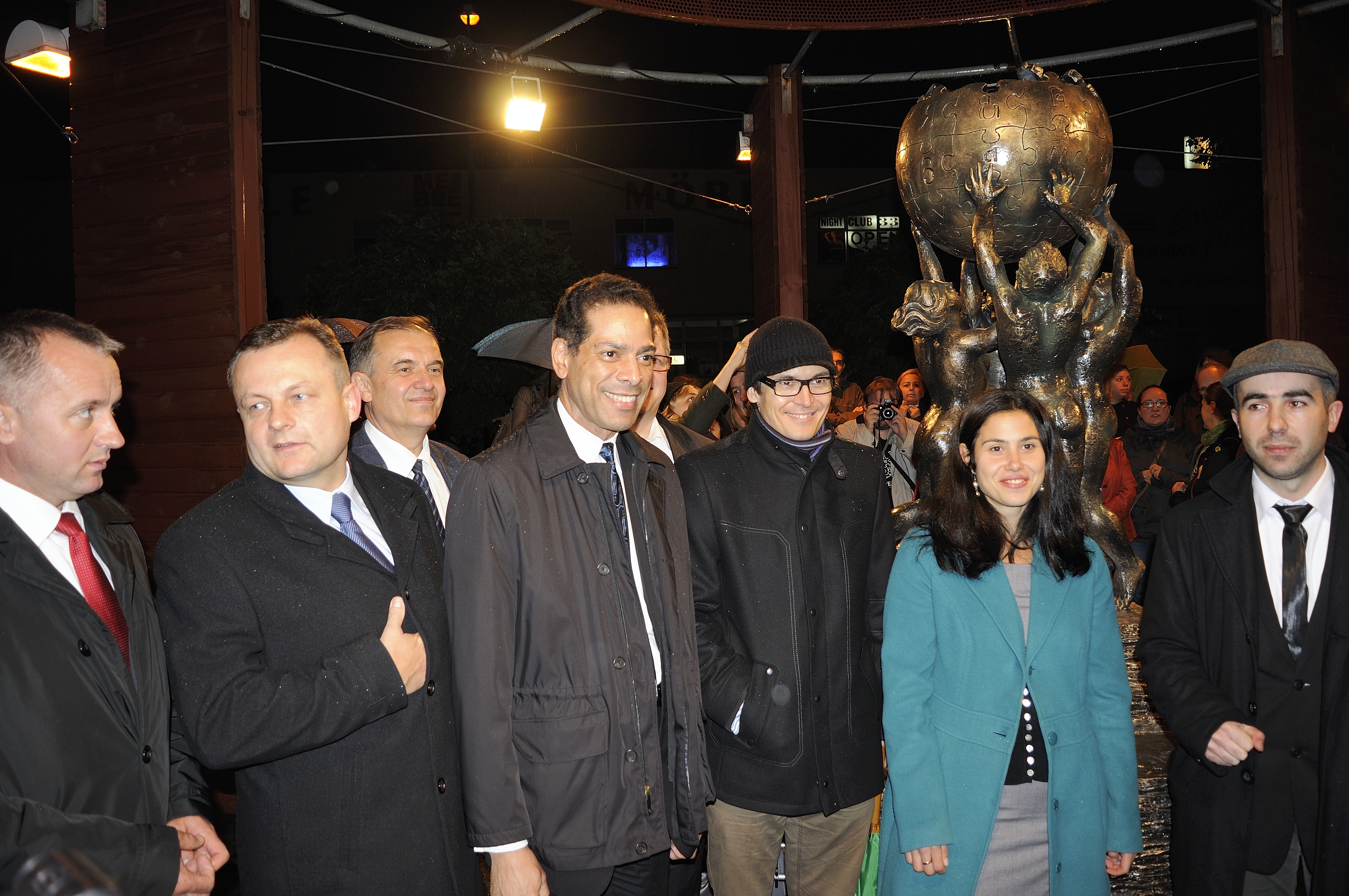
جانب من الحاضرين لإفتتاحية نصب تذكاري لويكيبيديا في بولندا.
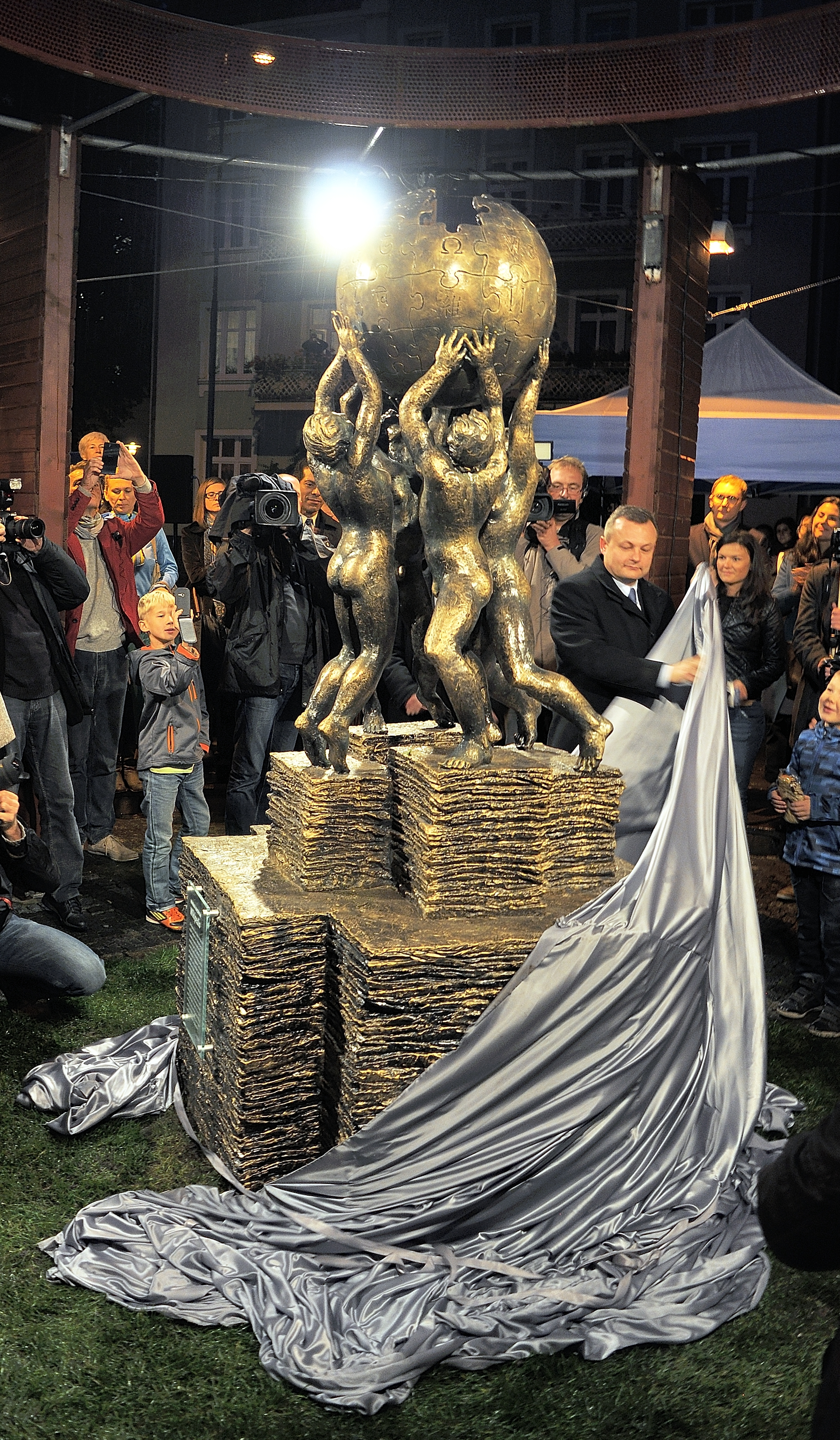
إفتتاح نصب تذكاري لويكيبيديا في بولندا.
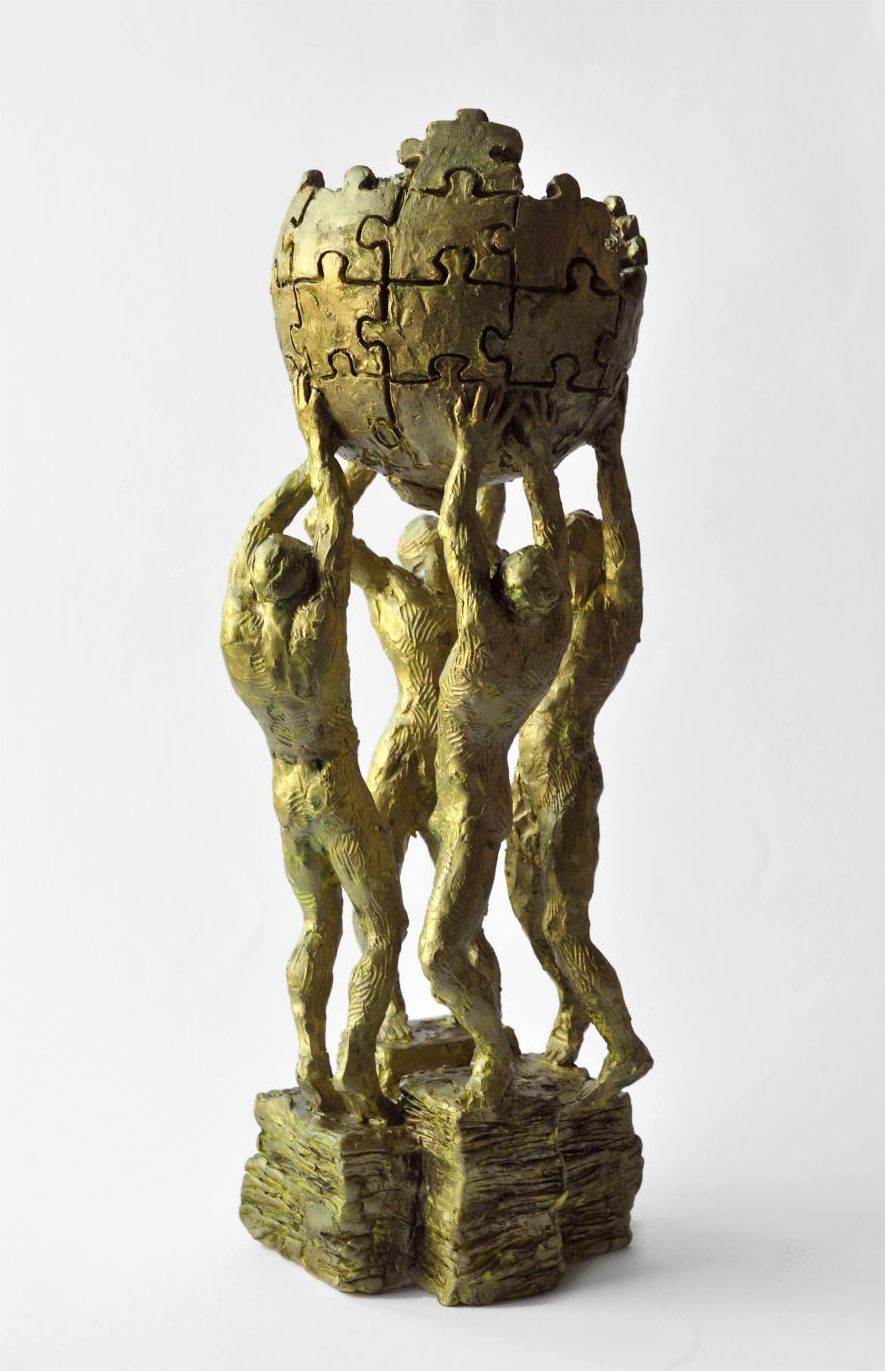
نموذج نصب ويكيبيديا التذكاري في بولندا.
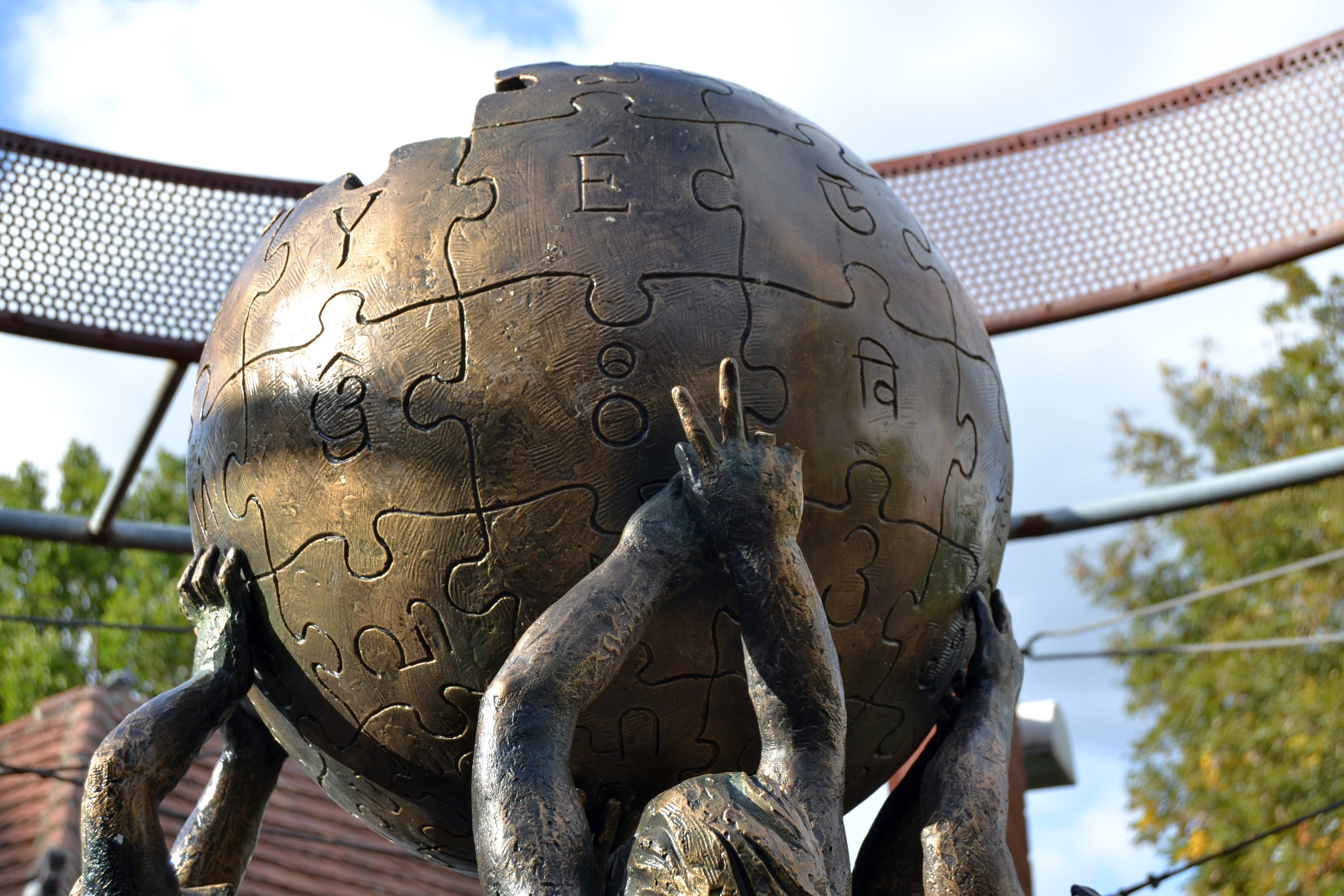